# منطقه تان یوین، لای چاو
منطقه تان یوین، لای چاو (به لاتین: Tân Uyên District, Lai Châu) یک منطقهٔ مسکونی در ویتنام است که در شمال غربی ویتنام واقع شده‌است.

## خصوصیات
منطقه تان یوین ۹۰۳٫۲۶۸ کیلومترمربع مساحت و ۴۲٬۲۲۱ نفر جمعیت دارد.